# Richard-Wagner-Büste (Leipzig)

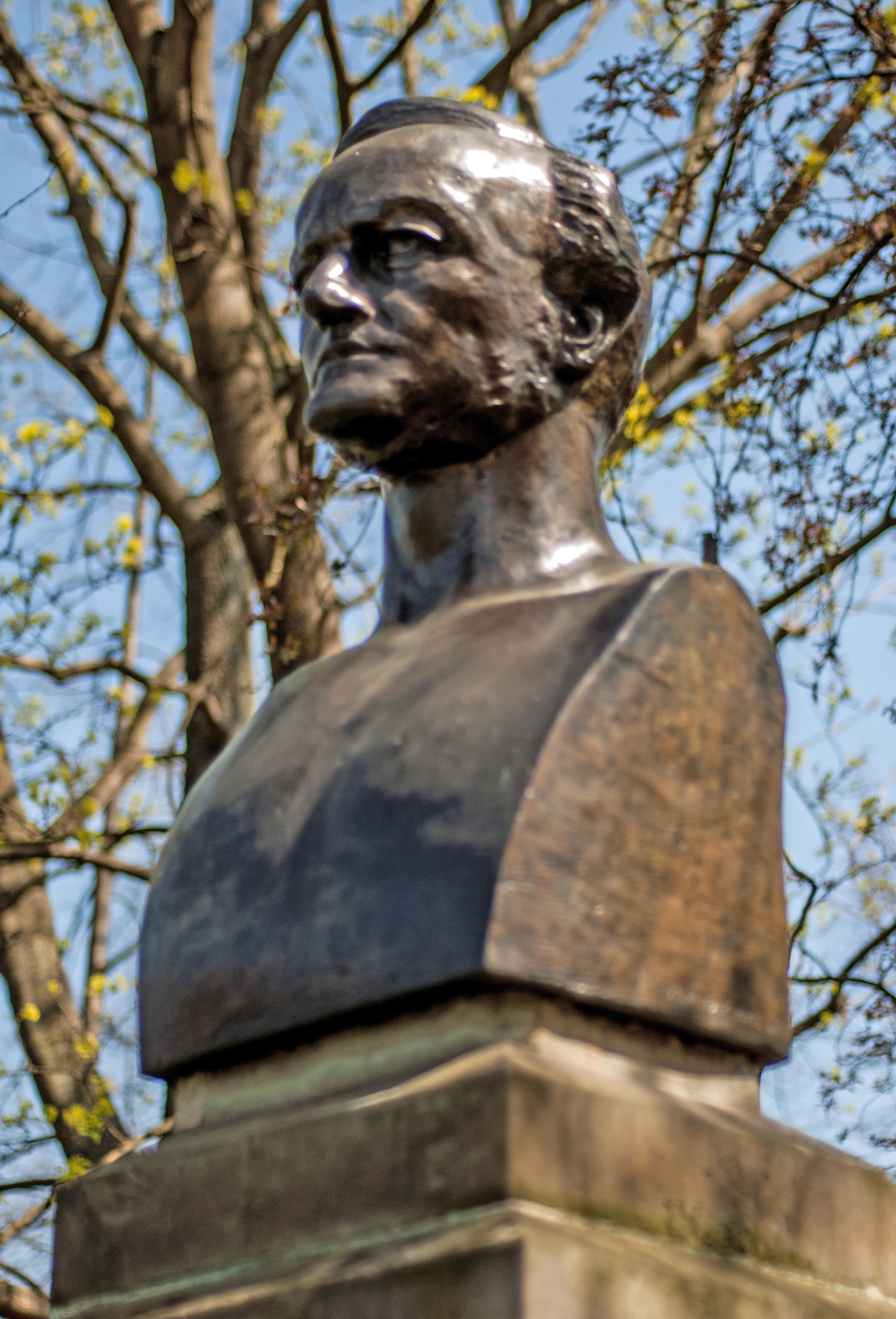
Die Büste im April 2013

Die 1983 errichtete Richard-Wagner-Büste in Leipzig ist dem in der Stadt geborenen Komponisten Richard Wagner (1813–1883) gewidmet. Der Entwurf geht auf den Leipziger Bildhauer Max Klinger (1857–1920) zurück.

## Lage und Gestalt
Die Richard-Wagner-Büste steht in den Anlagen des Promenadenrings hinter dem Opernhaus am östlichen Hang zum Schwanenteich mit Blick in westliche Richtung. Der Standort kann nahezu als leicht versteckt gelten.
Die überlebensgroße Büste aus dunkel patinierter Bronze ist 96 Zentimeter hoch und ruht auf einem schlichten Sandsteinsockel. Dieser trägt auf der Vorderseite die Inschrift RICHARD WAGNER und auf der Rückseite MAX KLINGER. Seitlich weist BRONZE NOACK LEIPZIG 1982 auf den Hersteller hin. Das Bildnis zeigt den reifen Wagner in klassisch strenger Einfachheit in Frontalansicht ohne Bekleidungsandeutung.

## Geschichte

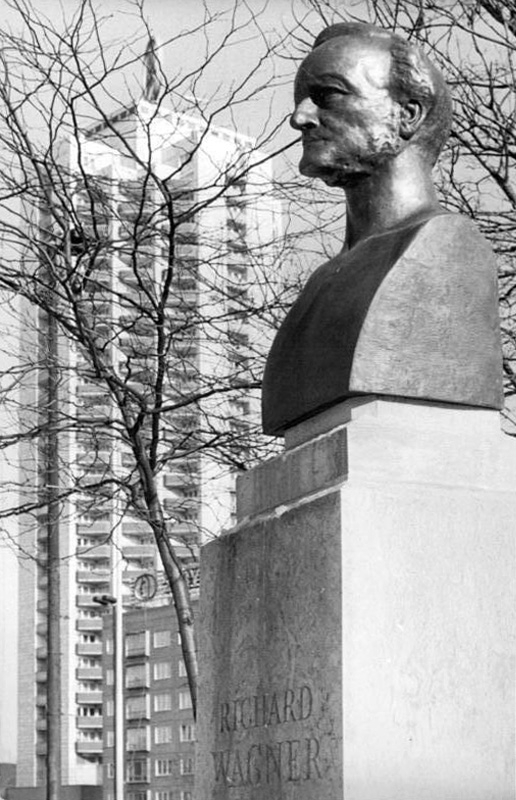
Die Richard-Wagner-Büste am Schwanenteich in Leipzig am Tage der Einweihung, dem 7. Februar 1983

Weder das Bemühen Max Klingers von 1903 bis zum Ersten Weltkrieg, in Leipzig ein repräsentatives Denkmal des Komponisten in seiner Geburtsstadt zu schaffen, noch die hochtrabenden Pläne während der Zeit des Nationalsozialismus, am Richard-Wagner-Hain eine monumentale Gedenkstätte zu errichten, hatten Erfolg.
Als im Jahre 1983 der 170. Geburtstag und der 100. Todestag Wagners anstanden, entschloss sich die Stadt im Rahmen der „Richard-Wagner-Tage der DDR“ zumindest zu einer kleinen Lösung. Max Klinger hatte für das Leipziger Musikzimmer auf der  Weltausstellung 1904 in St. Louis eine Wagnerbüste aus weißem Marmor geschaffen. Der Originalgips der Büste kam zusammen mit zwei Abgüssen aus dem Klinger-Nachlass ins Museum der bildenden Künste in Leipzig. Einer der Gipsabgüsse war bereits für den Bronzeguss präpariert und wurde nun 1982 von der Leipziger Bronzebildgießerei Noack für das vorliegende Denkmal verwendet.
Die Richard-Wagner-Büste ist das erste vollendete öffentliche Denkmal für den Komponisten in seiner Geburtsstadt. Im Wagner-Jahr 2013 wurde in Leipzig ein weiteres Wagner-Denkmal von Stephan Balkenhol (* 1957) in Verbindung mit Elementen von Max Klinger errichtet.